# تنظير الجنين
تنظير الجنين هو إجراء تنظيري أثناء الحمل للسماح بالوصول الجراحي للجنين والتجويف السلوي (الأمنيوسي) والحبل السري وجانب الجنين من المشيمة. تُشق فتحة صغيرة (3-4 مم) في البطن، ويتم إدخال منظار داخلي من خلال جدار البطن والرحم في التجويف الأمنيوسي. يسمح تنظير الجنين بالتدخلات الطبية مثل خزعة (عينة من الأنسجة) أو سد الأوعية الدموية غير الطبيعية (مثل الورم الوعائي المشيمي ) أو علاج الصلب المشقوق بالليزر . 
يتم إجراء تنظير الجنين عادة في الثلث الثاني أو الثالث من الحمل. قد يرفع هذا الإجراء من نسبة المخاطر التي قد تصيب الجنين، بما في ذلك فقدان الجنين أو الولادة المبكرة ، لذلك يجب موازنة المخاطر والفوائد بعناية في سبيل حماية صحة الأم والجنين (أو الأجنة). عادة ما يتم تنفيذ الإجراء في غرفة العمليات من قبل أطباء أمراض النساء والتوليد . 

## التاريخ
في عام 1945م، نشر بيورن ويستن دراسة وثقت استخدامه لمنظار الحنجرة لمراقبة الأجنة مباشرة.  في عام 1966م، نشر أجويرو وآخرون. دراسة استخدمت تنظير الرحم لملاحظة السمات المختلفة للجنين وعنق الرحم والرحم.  في عام 1972م، سجل كارلو فالنتي من مركز ولاية نيويورك داونستيت الطبي تقنية أطلق عليها "التنظير الأمنيوسي" ، والتي سمحت بالنظر المباشر للجنين النامي.  قام غالينت بالمحاولة الأولى لتوحيد ومعايرة هذه التقنيات في عام 1978م. 
بسبب تدخلية هذه الإجراءات والمخاطر العالية التي تشكلها على الجنين، تم الاستغناء عنها إلى حد كبير باستخدام تقنيات التصوير بالموجات فوق الصوتية عبر المهبل حتى التسعينيات.  بحلول ذلك الوقت، طُوّرت أدوات أصغر تقلل من المخاطر على الجنين وتوفر رؤية أفضل للطبيب. هذا بدوره سمح بتطوير تقنيات للتدخلات الجراحية مثل الخزعة.  بحلول عام 1993م، أشار مؤلفون مثل كولين وغيرارديني وريس إلى هذه التقنية باسم "تنظير الجنين". 
استمر مجال تنظير الجنين الجراحي طفيف التوغل في التطور منذ العقد الأول من القرن الحادي والعشرين. استخدم الأطباء مثل مايكل بيلفورت وروبن كوينتيرو هذه التقنية لإزالة الأورام وتصحيح الصلب المشقوق لدى الأجنة داخل الرحم.  

## مناظير الجنين غير الجراحية
تنظير الجنين هو إجراء جراحي قد يتضمن استخدام جهاز ليفي بصري يسمى منظار الجنين. قد ينشأ بعض الالتباس من استخدام أشكال متخصصة من السماعات الطبية، بما في ذلك أبواق بينارد وعصا دوبلر، لمراقبة معدل ضربات قلب الجنين (FHR) صوتيًا. وتسمى أدوات التشخيص الصوتي هذه أيضًا "أجهزة التنظير الجنينية" ولكنها لا تتعلق بتنظير الجنين البصري. 

## أنظر أيضا
- فتق الحجاب الحاجز
- الجراحة الجنينية
- جراحة طفيفة التوغل
- الصلب المشقوق
- متلازمة نقل الدم الجنيني